# Glenroy (Nouvelle-Galles du Sud)
Ne doit pas être confondu avec Glenroy (Victoria).
Glenroy est une banlieue d'Albury en Australie, située dans la zone d'administration locale de la ville d'Albury, dans la région de la Riverina en Nouvelle-Galles du Sud.

## Géographie
Glenroy est une banlieue résidentielle en développement qui comprend également de vastes zones rurales, établie dans la plaine inondable du Murray et sur les pentes nord de Nail Can Hill. Elle est située à l'est de Splitters Creek, au sud de la Vallée Hamilton, à l'ouest d'Albury Nord et au nord d'Albury Ouest.

## Démographie
La population s'élevait à 3 289 habitants en 2016 et à 3 528 habitants en 2021.